# Landskrona slotts- och straffängelseförsamling
Landskrona slotts- och straffängelseförsamling var en till Landskrona garnisonsförsamling nära kopplad församling i Lunds stift i nuvarande Landskrona kommun. Församlingen uppgick 1884 i Landskrona garnisonsförsamling.

## Administrativ historik
Församlingen bildades 1778 och uppgick 1884 i Landskrona garnisonsförsamling. 